# (560) Делила
(560) Делила (лат. Delila) — астероид главного пояса, который принадлежит к спектральному классу B. Он был открыт 13 марта 1905 года немецким астрономом Максом Вольфом в Обсерватории Хайдельберг-Кёнигштуль и назван в честь Далилы, героини Ветхого Завета.